# Cypripedium elegans
Espèce
Statut de conservation UICN

 EN  : En danger
Synonymes
Coelogyne elegans Rchb.f. (1886)
Cypripedium elegans est une espèce de plante à fleurs de la famille des Orchidaceae (les orchidées) et de la sous-famille des Cypripedioideae. Cette petite vivace terricole est endémique du massif himalayen où elle pousse dans les forêts riches en humus. Sa tige porte deux feuilles ovales presque opposées et pubescentes. Son sépale dorsal est pourpre et ses pétales sont vert jaunâtre et légèrement rayés de rouge pourpre tout comme le labelle.

## Description

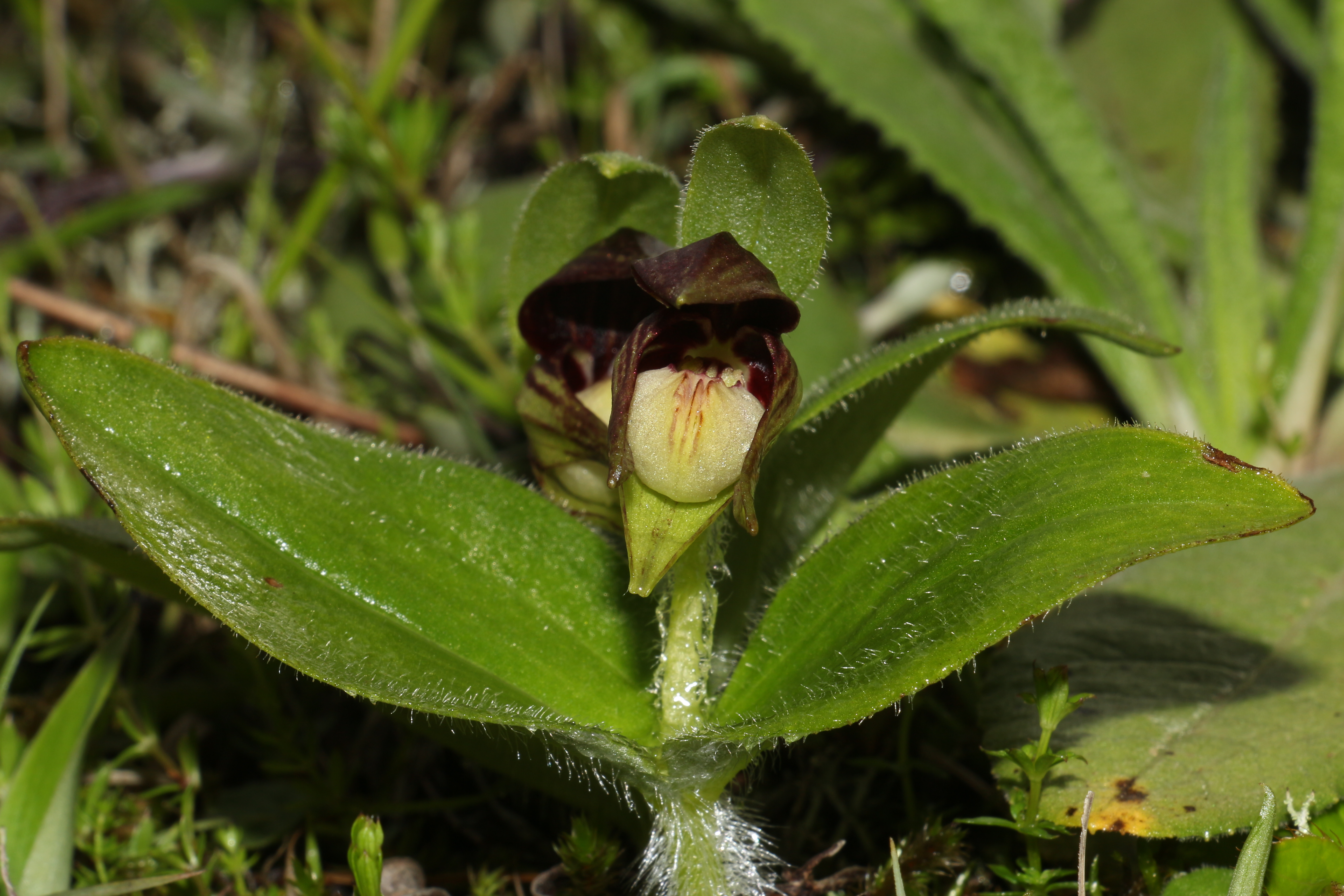
Cypripedium elegans (au Sikkim, en Inde).

Cypripedium elegans est une plante vivace terrestre mesurant une dizaine de centimètres de haut émise depuis un rhizome rampant de 1 à 2 cm d'épaisseur. Sa tige au velamen blanc dense est érigée et présente deux gaines tubulaires à sa base. Elle porte deux feuilles sessiles, presque opposées, ovales et étalées, mesurant généralement 4 à 5 cm de long pour 3 à 3,5 cm de large. Elles sont pubescentes sur les deux faces et munies de trois nervures sombres au-dessus plus claires en dessous. L'inflorescence érigée, mesurant généralement de 2 à 4 cm de long, porte une fleur unique. Son pédoncule est légèrement pubescent et ses bractées ovales mesurant de 1,5 à 2 cm de long. Le pédicelle et les ovaires sont également légèrement pubescents sur les côtés. La petite fleur est composée de sépales et de pétales vert jaunâtre à blanchâtre, légèrement rayés de rouge pourpre. Le sépale dorsal est pourpre, elliptique-ovale et mesure de 1,5 à 2 cm de long pour 6 à 10 mm de large. Le synsépale est similaire au sépale dorsal mais bifide à l'apex. Les pétales sont lancéolés et mesurent de 1,5 à 2 cm de long pour 4 à 5 mm de large. Le labelle est charnu, subglobuleuse et mesure 1 cm de diamètre. Il est orné de trois rangées longitudinales de taches rouge violacé sur le haut. Le staminode est petit, tranversal-elliptique et mesure 1,5 mm de long pour de 5 à 6 mm de large.

## Écologie et répartition
Cypripedium elegans fleurit de juin à juillet dans le Yunnan. Il apprécie les sols riches en humus dans les forêts, leur lisière et dans les fourrés.
Cette espèce est endémique de l'Himalaya où elle pousse entre 2 800 et 4 400 mètres d'altitude. Elle est présente en Chine (au nord-ouest du Yunnan, au sud et au sud-est de la région autonome du Tibet), au Népal, au Bhoutan et en Inde (dans le Sikkim et au nord-est),.
Cypripedium elegans est constitué de petites colonies éparses et parfois d'individus isolés. En Inde, l'espèce est sporadique, et la population totale est d'environ 190 individus. La tendance générale de la population est à la baisse,.
Comme toutes les espèces d'orchidées, Cypripedium elegans est sur la Convention CITES. Elle est considérée comme en danger par l'UICN. Elle est également classée comme rare dans le Red Data Book of Indian Plants et est protégée dans le parc national de Nanda Devi et le parc national de la Vallée des fleurs.